# Blue in the Sky
Blue in the Sky — пятый студийный альбом американского кантри-певца Дастина Линча. Он был выпущен 11 февраля 2022 года на лейбле Broken Bow Records. Альбом был спродюсирован Заком Кроуэллом и предварялся лид-синглом «Thinking ’Bout You», совместным с МакКензи Портер. В альбом также вошли совместные работы с Крисом Лейном и Райли Грином. В поддержку альбома Линч отправился в турне.
Альбом получил положительные отзывы критиков.

## История
В мае 2021 года Линч выпустил лид-сингл «Thinking ’Bout You» с участием Маккензи Портер, песню, изначально записанную для его предыдущего альбома Tullahoma в дуэте с Лорен Элейной. За ней последовали две песни, выпущенные в цифровом формате в июле: «среднетемповая история любви под аккомпанемент скрипки» «Pasadena» и «акустическая баллада» «Not Every Cowboy». В декабре 2021 года Линч сообщил изданию Taste of Country, что работа над альбомом завершена и он передан его звукозаписывающему лейблу. Линч описал альбом как «коллекцию песен, которые заставят вас чувствовать себя хорошо и захотят смешать напитки и повеселиться с друзьями».

## Отзывы
| Оценки критиков | Оценки критиков |
| Источник        | Оценка          |
| --------------- | --------------- |
| AllMusic        | [ 1 ]           |

Альбом получил положительные отзывы критиков.
Стивен Томас Эрлевайн из AllMusic написал, что альбом часто «заходит на территорию, которая довольно банальна, но Линч подаёт свои хорошие времена с улыбкой, которая одинаково хорошо помогает ему при исполнении лёгких поп-мелодий и серьёзных баллад».

## Список композиций
| №                   | Название                                            | Автор(ы)                                                         | Длительность |
| ------------------- | --------------------------------------------------- | ---------------------------------------------------------------- | ------------ |
| 1.                  | «Party Mode»                                        | Jerry Flowers Ryan Beaver Roman Alexander Jared Keim Matt McGinn | 3:31         |
| 2.                  | «Thinking ’Bout You» (при участии MacKenzie Porter) | Дастин Линч Andy Albert Hunter Phelps Will Weatherly             | 2:51         |
| 3.                  | «Stars Like Confetti»                               | Josh Thompson Томас Ретт Zach Crowell                            | 3:14         |
| 4.                  | «Somethin' That Makes You Smile»                    | Erik Dylan Andy Sheridan Wyatt McCubbin                          | 3:09         |
| 5.                  | «Break It on a Beach»                               | Линч Эшли Горли Phelps Crowell                                   | 3:11         |
| 6.                  | «Tequila on a Boat» (при участии Chris Lane)        | Хиллари Линдси Justin Ebach Matt Alderman                        | 3:07         |
| 7.                  | «Tennessee Trouble»                                 | Линч Matt Dragstrem Phelps Jordan Minton                         | 2:53         |
| 8.                  | «Summer Never Ended»                                | Cole Taylor Ben Hayslip Paul DiGiovanni                          | 3:20         |
| 9.                  | «Back Road TN»                                      | Hayslip Brock Berryhill Jameson Rodgers Brent Anderson           | 3:22         |
| 10.                 | «Huntin' Land» (при участии Riley Green)            | Линч Albert Phelps Weatherly                                     | 3:01         |
| 11.                 | «Pasadena»                                          | Линч Jeff Hyde Ryan Tyndell                                      | 3:35         |
| 12.                 | «Not Every Cowboy»                                  | Casey Brown Parker Welling Conner Smith Heather Morgan           | 3:49         |
| Общая длительность: | Общая длительность:                                 | Общая длительность:                                              | 39:00        |

| №   | Название          | Автор(ы)              | Длительность |
| --- | ----------------- | --------------------- | ------------ |
| 13. | «Fish in the Sea» | Линч Minton Dragstrem | 2:49         |

## Чарты

### Еженедельные чарты
| Чарт (2022)                        | Высшая позиция |
| ---------------------------------- | -------------- |
| Австралия Country Albums (ARIA)    | 20             |
| Австралия Digital Albums (ARIA)    | 30             |
| США (Billboard 200)                | 125            |
| США (Billboard Independent Albums) | 17             |
| США (Billboard Top Country Albums) | 9              |

### Годовые итоговые чарты
| Чарт (2022)                        | Позиция |
| ---------------------------------- | ------- |
| США Top Country Albums (Billboard) | 70      |